# Wetboek van Koophandel (Nederland)
Het Wetboek van Koophandel (WvK) geeft bepalingen over het Nederlandse handelsrecht. De wet werd ingevoerd in 1838 ter vervanging van de Franse Code de commerce. Ook in 1809 onder Lodewijk Napoleon was een Wetboek van Koophandel ontworpen, maar het werd nooit ingevoerd. Dit wetboek is wel de inspiratie geweest van het Wetboek van 1838.
Omdat het handelsrecht in Nederland inmiddels deel uitmaakt van het burgerlijke recht, worden bepalingen vanuit het WvK overgebracht naar het Burgerlijk Wetboek. Zo zijn bijvoorbeeld in 2006 bij de Invoeringswet titel 7.17 en titel 7.18 Burgerlijk Wetboek weer delen overgebracht. Het is de bedoeling dat het WvK uiteindelijk volledig afgeschaft wordt.